# Hemisus guineensis
Hemisus guineensis (tên tiếng Anh: Guinea Snout-burrower) là một loài ếch trong họ Hemisotidae.
Nó được tìm thấy ở Angola, Bénin, Cameroon, Tchad, Cộng hòa Dân chủ Congo, Bờ Biển Ngà, Ghana, Guinée, Guiné-Bissau, Kenya, Liberia, Mozambique, Nigeria, Sénégal, Sierra Leone, Nam Phi, Tanzania, Uganda, Zambia và Zimbabwe, có thể có ở Botswana, Burundi, Cộng hòa Trung Phi, Gambia, Malawi, Namibia, Niger, Rwanda, Sudan và Togo.
Các môi trường sống tự nhiên của chúng là các khu rừng ẩm ướt đất thấp nhiệt đới hoặc cận nhiệt đới, xavan khô, xavan ẩm, vùng đất có cây bụi nhiệt đới hoặc cận nhiệt đới, đồng cỏ khô nhiệt đới hoặc cận nhiệt đới vùng đất thấp, đầm nước ngọt có nước theo mùa, các khu rừng trước đây bị suy thoái nặng nề, ao, và kênh đào và mương rãnh.